# Moss-trooper

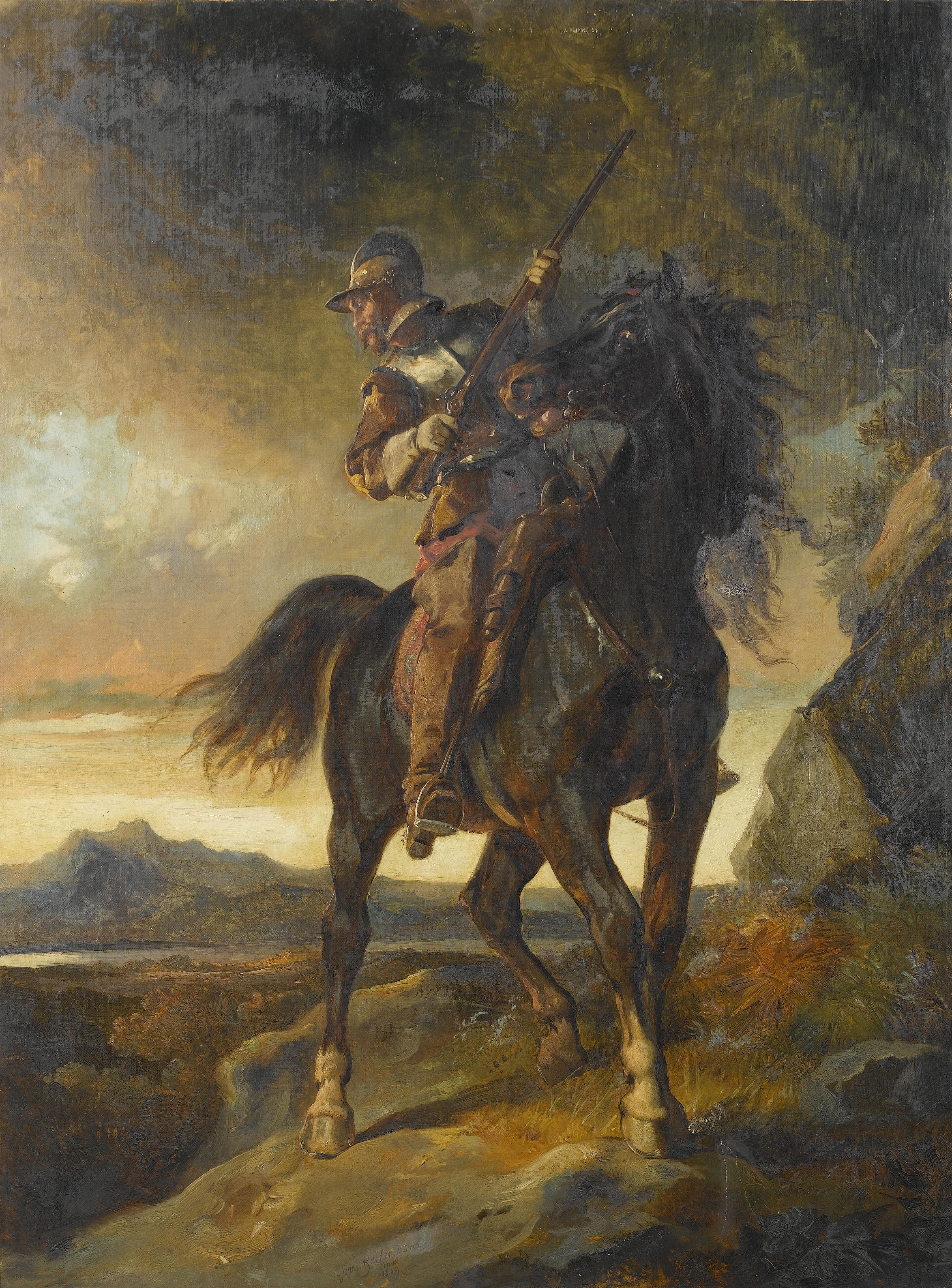
The Moss-trooper, pintura de Thomas Jones Barker.

Moss-troopers eram bandoleiros que em meados do século XVII operavam na região de fronteira entre a Escócia e os condados norte-ingleses de Northumberland e Cumberland durante o período da Comunidade da Inglaterra, até depois da Restauração. Tal como os border reivers que os precederam e operavam nessa região sem lei durante o século XVI e foram combatidos através de leis mais severas, os moss-troopers não tinham origem determinada. Eles surgiram do complexo meio sociopolítico da região dessa fronteira. As menções a eles aparecem subitamente nos registros históricos e dão a falsa impressão de sua aparição foi súbita, mas o primeiro estatuto legal aprovado para lidar com a questão, o Moss Troopers Act 1662 (13 & 14 Cha. 2. c. 22), observava que os moss-troopers já eram um problema de longa data. Quando esta legislação estava próxima do fim da validade, o Parlamento Cavalier aprovou o Moss Troopers Act 1666 (18 Cha. 2 c. 3). Sob os termos dessa lei, o benefício clerical tinha sua incidência afastada, o que geralmente significava a aplicação da pena de morte, ou ao arbítrio do juiz, os famosos ladrões de Northumberland e Cumberland estavam sujeitos ao desterro penal para América do Norte, para "lá permanecer e não retornar".
Muitos grupos de moss-troopers foram dissolvidos ou desertaram para um dos exércitos escoceses que se envolveram nos conflitos da região durante as Guerras dos Três Reinos, uma parte da Guerra Civil Inglesa. Eles haviam mantido suas armas e viviam como bandoleiro, atacando tanto a população civil, quanto os soldados das tropas de George Monck, 1.º Duque de Albemarle, ocuparam a Escócia. Os moss-troopers geralmente operavam em pequenos bandos, tanto nas franjas das Terras Altas escocesas, quanto na fronteira da Inglaterra com a Escócia. Muitos lairds - latifundiários das Terras Altas - postulavam reclamações contra o roubo de gado e de como os bandoleiros realizavam represálias militares contra as Terras Altas como um todo.